# Тадеа Маласпина
Тадèа Маласпѝна (на италиански: Taddea Malaspina; * 1505, † 1559) е италианска маркиза. Тя е метреса на Алесандро де Медичи, херцог на Флоренция от началото на 1530-те до около 1537 г. и майка на две от децата му – Джулио и Джулия. Джулио е свързан със семейство Маласпина в различни моменти от живота си.

## Произход
Тадеа е най-малката дъщеря на Антонио Алберико II Маласпина (* ср. XV век, † 1519), маркиз на Фосдиново и господар на Маса и Карара, и на съпругата му Лукреция д'Есте (* 1544, Ферара). Нейни дядо и баба по бащина линия са Джакомо I Маласпина, маркиз на Фосдиново до 1467 г. и господар на Маса и Карара до смъртта си, и Тадеа Пико дела Мирандола, господарка на Скалдасоле (1461), а по майчина – Сиджизмондо д'Есте, владетел на Сан Мартино ин Рио, и Пицокара. Има три сестри:
- Елеонора († 1515), ∞ за Шипионе Фиески, граф на Лаваня
- Ричарда (* 1497, † 15 юни 1553), маркиза на Маса и суверенна господарка на Карара и анексираната юрисдикция; ∞ 1. за шурея си Шипионе Фиески, ∞ 2. за Лоренцо Кибо, граф на Ферентило, от когото има двама сина и една дъщеря
- Дианора (неизв.), монахиня във Ферара.

## Биография
Тадеа се омъжва за Джовани Батиста Боярдо, граф на Скандиано. След неговата смърт през 1528 г. живее с майка си във Флоренция и има редица любовници, включително Алесандро де Медичи. Нейната по-голяма сестра Ричарда, която умело успява след смъртта на баща им да запази фамилните титли в нарушение на Салическия закон, живее дълги периоди с Тадеа и с майка им: трите се подвизават като „маркизите на Маса“ с доста съмнителна репутация. Чрез брака на Ричарда с Лоренцо Чибо, племенник на папа Инокентий VIII, семейството се сродява с могъщото флорентинско семейство. Ричарда вероятно също е била метреса на херцог Алесандро.
На портрет на Алесандро от Понтормо, датиран около 1534 г., херцогът, облечен в черно, рисува профила на жена с техниката „сребърна игла“. Портретът може да е бил подарък за Маласпина.
Църквата „Мадона дел Кармине“ и монашеският комплекс „Санта Киара“ в Маса са построени по нейна заповед и все още стоят.

## Брак и потомство
∞ за Джовани Батиста Боярдо, граф на Скандиано, от когото няма деца.
От любовника си Алесандро де Медичи „Мавъра“ (* 22 юли 1510, Флоренция, Флорентинска република; † 6 януари 1537, Флорентинско херцогство), херцог на Пене от 1522 г., след това господар на Флоренция от 1523 до 1527 г. и от 1530 до 1532 г. и накрая първи херцог на Флоренция от 1532 г. до смъртта си, има син и дъщеря:
- Джулио Джанбатиста Ромоло де Медичи (* 1527 или 1532, Прато; † 25 март 1598, Пиза), узаконен след смъртта на баща си, първи рицар на Ордена на Свети Стефан от 30 март 1562), адмирал на флотата на Велико херцогство Тоскана, посланик в Мантуа (1565) и в Рим (1571 и 1573); ∞ за Анджелика Маласпина от маркизите на Бастия, от която има една дъщеря (монахиня). Има и един извънбрачен син.
- Джулия Ромола де Медичи (* 5 ноември 1535, Флоренция; † ок. 1588, Флоренция), възпитана в манастира Сан Клементе във Флоренция; ∞ 1. 1550 за Франческо Кантелмо, граф на Алвито и херцог на Пополи 2. 1559 за Бернардето де Медичи от клона на господарите и след това принцове на Отаяно[43], от когото има един син.